# Present (8utterflyのアルバム)
Present（プレゼント）は、日本の歌手である8utterflyの2作目のアルバム。2011年11月16日にbabyCat!Recordsから発売された。

## 概要
8utterflyのインディーズデビューアルバムである。

## 収録曲
1. キミがいないワタシ feat.Mr.Low-D...友達には戻れない...（5:04）
2. the way to U feat.Double-K（4:06）
3. 真ん中にいて feat.LEO（4:08）
4. 雨がふれば、花が咲いて（4:24）
5. Woman's Street Blues（4:25）
6. もし...（4:02）
7. 恋したよ、、、nothing on you（5:29）
8. I wish you gonna be my love DUET WITH Jun Francis（5:50）
9. かならず（5:08）
10. キミがいないワタシ feat.Mr.Low-D...友達には戻れない...(DJ Hiroki remix)（5:07）
11. キミがいないワタシ feat.Mr.Low-D...友達には戻れない...(Rahainy remix)（5:13）

## 参加ミュージシャン
- Mr.Low-D
- Double-K
- LEO
- Jun Francis
- KICK a.k.a big alive（ギター）
- DJ Hiroki
- Rahainy

## その他
- ひみつのはぐ（アートディレクション＆デザイン、Bestfriend）
- Madoka Sano（フォトグラファー）
- Aiko Ohmori（アーティスト）